# Lago di Castel dell'Alpi
Il lago di Castel dell'Alpi è un piccolo invaso naturale che si trova nell'Appennino bolognese, presso l'omonima frazione del comune di San Benedetto Val di Sambro.
Il lago è situato nell'alta valle del Savena, a circa 700 metri sul livello del mare. Si è formato in seguito a una grande frana che, nel febbraio del 1951, si è staccata dal versante sinistro della valle e ha bloccato, proprio come una diga, il corso del torrente Savena, qui lungo appena 6 km. Il borgo di Castel dell'Alpi, prima situato proprio sulla sponda sinistra del torrente, venne completamente distrutto da questo evento, che tuttavia risparmiò la chiesa e il suo campanile.
Ora il borgo è stato in parte ricostruito sulla sponda destra del lago, il quale è ora diventato una gradita meta turistica, soprattutto in estate. 
Questo piccolo lago è l'unico tra quelli della provincia di Bologna ad essersi formato in modo naturale: infatti i laghi di Suviana, Brasimone e Santa Maria sono tutti artificiali.